# Городище (Лычёвская волость)
Городище — деревня в Великолукском районе Псковской области России. Входит в состав сельского поселения «Лычёвская волость».
Расположена на берегу реки Ловать, на южной окраине (в 10 км к югу от центра) города Великие Луки.

## Население
Численность населения по оценке на 2000 год составляла 19 жителей, на 2010 год — 13 жителей.